# The End (film, 2011)
Pour les articles homonymes, voir The End.
Pour plus de détails, voir Fiche technique et Distribution.
The End est un film marocain réalisé par Hicham Lasri, sorti en 2011.

## Synopsis
Mikhi, marginal vivant au sommet d'un incinérateur, tombe amoureux de Rita. Celles-ci est enchainée par ses quatre frères qui font des braquages. Le commissaire Daoud, surnommé le « pitbull du système », est à la poursuite des malfrats.

## Fiche technique
- Titre français : The End
- Réalisation : Hicham Lasri
- Scénario : Hicham Lasri
- Photographie : Maxime Alexandre
- Effets Spéciaux : Hamza Mahfoudi
- Pays d'origine : Maroc
- Format : Noir et blanc - 35 mm - 2,35:1
- Genre : drame
- Durée : 110 minutes
- Date de sortie : 2011

## Distribution
- Salah Bensalah : Mikhi
- Hanane Zouhdi : Rita
- Sam Kanater : Daoud
- Adil Abatourab : le colosse
- Malek Akhmiss : Double Tête
- Hassan Ben Badida : le grand frère
- Salma Ed-Dlimi : Steeltoe
- Haitham Elidrissi : le petit frère
- Nadia Niazi : Naima
- Mourad Zaoui : Nike chrajem